# ویتور گونکالوس (بازیکن فوتبال, زاده 1992)
ویتور گونکالوس (انگلیسی: Vítor Gonçalves؛ زادهٔ ۲۹ مارس ۱۹۹۲) بازیکن فوتبال اهل پرتغال است.
از باشگاه‌هایی که در آن بازی کرده‌است می‌توان به باشگاه ورزشی پورتیموننزه و باشگاه فوتبال ژیل ویسنته اشاره کرد.
وی همچنین در تیم ملی فوتبال زیر ۲۱ سال پرتغال بازی کرده‌است.